# Christophe Wallemme
Christophe Wallemme (* 1964 in Paris) ist ein französischer Kontrabassist des Modern Jazz.

## Leben und Wirken
Wallemme, der zum Teil im Libanon und in Indien aufwuchs, lernte mit 15 Jahren Gitarre. Unter dem Eindruck einer Aufnahme von Scott LaFaro wechselte er zum Bass. Seit 1982 studierte er zunächst klassischen Kontrabass auf dem Pariser Konservatorium. Bald wechselte er ins Jazzlager und studierte bei Cesarius Alvim und Hein van de Geyn, aber absolvierte auch Workshops bei Dave Liebman, Richie Beirach, Kenny Barron und Victor Lewis. In den Jazzclubs von Paris begleitete er Walter Davis junior, Ted Curson, René Urtreger und Maxim Saury.
1988 war er an Aufnahmen von Ludovic de Pressac (Bop for Sale) sowie Daniel Beaussier (Correspondances, Sanscrit) beteiligt. In den frühen 1990er Jahren trat er mit Tom Harrell, Éric Barret, Christian Escoudé, Michel Graillier, Alain Jean-Marie, Barry Altschul, Richard Galliano, Aldo Romano und Jacky Terrasson auf. Auch war er mit Steve Potts, Sylvain Beuf (Impro Primo), Élisabeth Caumont (Ciao mon Cœur), Jean-Loup Longnon (Cyclades), Manuel Rocheman und Simon Goubert (Tropic City) im Aufnahmestudio.
1994 gründete er mit Pierre de Bethmann und Benjamin Henocq das Trio Prysm,  mit dem er bis 2001 vier Alben einspielte und mehrfach, auch international, auf Tournee ging. Daneben arbeitete Wallemme mit Jean-Pierre Como, Louis Winsberg, Marc Berthoumieux, Jean-Loup Longnon, David Patrois, Daniel Mille, David Linx/Diederik Wissels, Olivier Louvel und Louis Winsberg. 2004 legte er ein erstes eigenes Album vor.

## Preise und Auszeichnungen
1988 erhielt er den Solistenpreis beim Festival von La Défense, wo er 1994 mit dem ersten Preis ausgezeichnet wurde. Auch wurde er für den Django d’Or nominiert sowie mit Prysm für das gleichnamige Album für Victoires de la musique.

## Diskographische Hinweise
- Ôm Project, 2017 (Bonsai Music)
- Start So Many Ways, 2008 (Bee Jazz)
- Namaste, 2006 (Bee Jazz, mit Stéphane Edouard, Prabhu Edouard, Nelson Veras, Emmanuel Codjia, Stéphane Guillaume, Matthieu Donarier, Thomas de Pourquery, Stéphane Galland, Minino Garay)
- Time Zone, 2004 (Bee Jazz)